# Государственные символы России
Государственные символы России — установленные федеральными конституционными законами особые отличительные знаки России, олицетворяющие её национальный суверенитет и самобытность, несущие определённый идеологический смысл. Таковыми символами являются: государственный флаг, герб и гимн.
В рамках сформировавшейся концепции государственной символики Россия представлена как наследница и правопреемница как СССР (мелодия и некоторые фрагменты текста советского гимна в составе гимна России, а также Красное знамя Вооружённых сил России), так и Российской империи (двуглавый орёл и российский триколор).
Символы русской государственности, эмблемы, символизирующие княжескую, царскую и имперскую власть, существовавшие на протяжении X — начала XX веков, такие как лев, всадник, единорог, одноглавый и российский двуглавый орёл, а также российский флаг-триколор, оказывают влияние на национально-государственное самосознание.

## Государственный герб России
Государственный герб Российской Федерации представляет собой четырёхугольный, с закруглёнными нижними углами, заострённый в оконечности красный геральдический щит с золотым двуглавым орлом, поднявшим вверх расправленные крылья. Орёл увенчан двумя малыми коронами и — над ними — одной большой короной, соединёнными лентой. В правой лапе орла — скипетр, в левой — держава. На груди орла, в красном щите, — серебряный всадник в синем плаще на серебряном коне, поражающий серебряным копьём чёрного, опрокинутого навзничь и попранного конём дракона.

#### Различия герба России и герба Москвы
Три короны олицетворяют суверенитет как всей Российской Федерации, так и её частей, субъектов Федерации. Скипетр с державой, которые двуглавый орёл держит в лапах, символизируют государственную власть и единое государство.

В щите на груди двуглавого орла изображён всадник, поражающий копьём дракона. Это изображение нередко ошибочно называют изображением Святого Великомученика и Победоносца Георгия и идентифицируют с гербом г. Москвы. Данное положение неверно. Всадник Государственного герба не является изображением Св. Георгия и отличается от герба г. Москвы: — изображение святого должно бы сопровождаться атрибутом святости — нимбом или навершием копья в виде креста; данных элементов в Государственном гербе нет; — всадник герба г. Москвы имеет отличное от всадника Государственного герба вооружение (вооружение в данном случае — обобщённый термин, включающий как собственно оружие, так и костюм); — конь всадника Государственного герба стоит на трёх ногах, имея одну переднюю ногу поднятой (в то время как конь московского всадника скачет — то есть опирается только на две задних ноги); — дракон Государственного герба опрокинут на спину и попран конём (в московском гербе дракон стоит на четырёх лапах и оборачивается назад).

## Государственный гимн России
Государственный гимн Российской Федерации представляет собой песню, музыку к которой написал композитор А. В. Александров, а слова — поэт С. В. Михалков. Сама музыка и основа текста были позаимствованы из гимна Советского Союза.
Гимн имеет три куплета, после которых трижды исполняется припев. Гимн может звучать со словами или без слов — оба исполнения являются равноценными. При исполнении гимна без слов обыкновенно звучат только первый куплет и припев.

#### Использование гимна России
В официальных случаях он обычно исполняется духовым или симфоническим оркестром, а если при этом используются слова, то участвует смешанный хор. Гимн обязательно звучит в важнейшие для страны дни: при открытии и закрытии торжественных собраний, посвящённых государственным праздникам, при наступлении Нового года, а также в официальных ситуациях: при вступлении в должность Президента Российской Федерации, открытии сессий и заседаний палат Федерального Собрания, при встрече официальных иностранных делегаций, на торжественных или праздничных мероприятиях, таких как Парад Победы и на других официальных церемониях. Закон устанавливает случаи, когда гимн должен использоваться обязательно, но он не ограничивает свободу граждан России пользоваться своим гимном.

## Государственный флаг России
Государственный флаг — это опознавательный знак государства, исполняет ту же функцию, что и государственный герб, государственный гимн и название страны, — он обозначает свою страну, отличает её от других стран.
Флаг России описан как «прямоугольное полотнище из трёх равновеликих горизонтальных полос: верхней — белого, средней — синего и нижней — красного цвета. Отношение ширины флага к его длине — 2:3» . Оттенки цветов не были установлены, потому что Федеральный конституционный закон о Государственном флаге Российской Федерации оттенки цветов не устанавливает, однако существует норматив ГОСТ Р 51130-98, где цвет каждой полосы флага должен соответствовать:
| Цвет    | Белый                 | Синий              | Красный             |
| ------- | --------------------- | ------------------ | ------------------- |
| Pantone | White                 | 286C               | 485C                |
| RGB     | 255-255-255 (#ffffff) | 0-57-166 (#0039a6) | 213-43-30 (#d52b1e) |
| HTML    | #FFFFFF               | #0039A6            | #D52B1E             |

#### Использование флага России
Порядок использования государственного флага определяется Федеральным законом. Законом описаны случаи, в которых флаг должен использоваться обязательно: он помещается на зданиях, в которых располагаются органы власти (Президент Российской Федерации, Федеральное Собрание, правительство, федеральные министерства и ведомства и их отделения, органы власти субъектов Российской Федерации — республик, краёв, областей, автономных округов, органы местного самоуправления муниципальных образований — городов, районов и сельских поселений), в рабочих кабинетах руководителей органов власти, на зданиях представительств России за рубежом, на российских кораблях и судах. Российский флаг каждый день поднимается в воинских частях нашей армии. Флаг изображается на воздушных судах (самолётах и вертолётах), российских космических аппаратах. В дни праздников и важных событий государственный флаг украшает улицы и площади. Закон устанавливает случаи, когда и кем флаг должен использоваться обязательно.
Существуют три основных способа применения флагов: флаг может быть поднят, вывешен (установлен) или растянут. Существует ещё немало тонкостей в правилах использования флагов, общий свод которых называется флажным протоколом.